# Erich Burghardt
Erich Burghardt (* 20. Juli 1921 in Novi Sad (deutsch: Neusatz) in der Batschka, Ungarn; † 14. Mai 2006 in Graz) war ein österreichischer Gynäkologe.

## Leben
Erich Burghardt wurde 1921 in einer deutsch-österreichischen Familie geboren. Er besuchte die Schule in Novi Sad in Jugoslawien. Von 1939 bis 1941 studierte Burghardt zunächst Elektrotechnik an der Technischen Fakultät der Universität Belgrad. Im Zweiten Weltkrieg wurde er zur deutschen Wehrmacht eingezogen und war überwiegend in Jugoslawien im Einsatz. Er kam in amerikanische Kriegsgefangenschaft, aus der er 1945 entlassen wurde. Im Juni 1945 begann er an der Karl-Franzens-Universität in Graz Medizin zu studieren. Er promovierte am 1. Juli 1950 zum Doktor der Medizin. Danach absolvierte er eine Ausbildung im Pathologisch-anatomischen Institut sowie an der Medizinischen und Chirurgischen Universitätsklinik in Graz. Am 1. Februar 1954 erhielt er seine Fachausbildung an der Grazer Universitätsfrauenklinik unter der Leitung von Ernst Navratil. Hier war er zunächst als Assistenz- und ab 1964 als Oberarzt tätig. Am 1. Februar 1965 wurde er für das Fach Geburtshilfe und Gynäkologie habilitiert. Die Verleihung des Titels eines außerordentlichen Professors erfolgte im Mai 1971. Nach der Emeritierung von Ernst Navratil wurde Erich Burghardt 1973 zum supplierenden Leiter der Klinik, im Juni 1975 zum ordentlichen Universitäts-Professor und im Juni 1976 zum Vorstand der Geburtshilflich-gynäkologischen Universitäts-Klinik Graz ernannt. Er verstarb am 14. Mai 2006 in Graz.

## Wirken
Das Interesse Burghardts galt der gynäkologischen Onkologie, insbesondere der Morphogenese, Diagnostik und Behandlung des Zervixkarzinoms. Seit seiner Tätigkeit am Pathologisch-Anatomischen Institut beschäftigte er sich besonders mit
dem Problem der Frühstadien bösartiger Tumoren. Seine wissenschaftlichen Erkenntnisse führten
zu einer Verminderung der operativen Radikalität bei Frühstadien des Zervixkarzinoms durch Konisation, die er gegen anfänglichen Widerstand seines Lehrers Ernst Navratil durchsetzte. Ein weiteres Betätigungsfeld war ab 1979 der Ausbau von Operationsverfahren zur Behandlung des fortgeschrittenen Gebärmutterhalskarzinoms sowie die wissenschaftliche Untersuchung der Frage der Ausbreitung des Eierstockkarzinoms und seiner operativen Behandlung. Er etablierte an der Klinik Forschungsschwerpunkte über Diabetes in der Schwangerschaft, Biochemie der Plazenta, Urogynäkologie, gynäkologische Endokrinologie und Reproduktionsmedizin, Pränataldiagnostik. Außerdem errichtete er Bereiche für Kinder- und Jugendgynäkologie und Senologie.

## Mitgliedschaften
- Krebskomitee der FIGO (1979 bis 1993)
- Society of Pelvic Surgeons (ab 1977)

## Ehrungen
- Präsident der Österreichischen Gesellschaft für Geburtshilfe und Gynäkologie
- Präsident der Österreichischen Gesellschaft für Zytologie
- Präsident der Arbeitsgemeinschaft für Perinatalmedizin
- Präsident der Arbeitsgemeinschaft für In-vitro-Fertilisierung und Reproduktionsmedizin
- Präsident der Arbeitsgemeinschaft für gynäkologische Onkologie
- Präsident der Internationalen Föderation für Zervixpathologie und Kolposkopie
- Kopernikus-Medaille der Universität Krakau (1987)
- Goldenes Ehrenzeichen des Landes Steiermark (1988)
- Bürger der Stadt Graz (15. Juni 1989)
- Österreichisches Ehrenkreuz für Wissenschaft und Kunst I. Klasse (1990)
- Ehrendoktor der Medizinischen Fakultät der Humboldt-Universität zu Berlin (1996)
- Carl-Kaufmann-Medaille der Deutschen Gesellschaft für Gynäkologie und Geburtshilfe (1996)

## Schriften
- Histologische Frühdiagnose des Zervixkrebses. Lehrbuch und Atlas. Georg Thieme Verlag, Stuttgart 1972, ISBN 3-13-481801-9.
- mit S. Seidl: Praktische Karzinomfrühdiagnostik in der Gynäkologie. Georg Thieme Verlag, Stuttgart 1974, ISBN 3-13-504101-8.
- Spezielle Gynäkologie und Geburtshilfe mit Andrologie und Neonatologie. Springer Verlag, 1985, ISBN 0-387-81853-7.
- Surgical Gynecologic Oncology. Georg Thieme Verlag, Stuttgart 1992, ISBN 3-13-787201-4.
- Manual der gynäkologischen Onkologie. Springer-Verlag, 1993, ISBN 3-211-82460-X.
- mit H. Pickel und F. Girardi: Atlas der Kolposkopie. Grundlagen, klinische Kolposkopie und spezielle Zervixpathologie. Georg Thieme Verlag, Stuttgart 2001, ISBN 3-13-648002-3 (Atlas der Kolposkopie in der Google-Buchsuche)
- Durch geschichtliche Krisen. Böhlau Verlag, Wien 1998, ISBN 3-205-98794-2.